# Lijst van de rangen van het Japans Keizerlijk Leger
Deze lijst geeft de rangen van het Japans Keizerlijk Leger aan, gedurende de Tweede Wereldoorlog. Tussen 1911 en 1938 werden deze rangonderscheidingstekens op de schouders als epaulet gedragen. En tot 1945 als kraagspiegels waarna het leger ontbonden werd. 
Dezelfde officiersrangen werden gebruikt voor de Japanse Keizerlijke Marine en Japans Keizerlijk Leger, het enige onderscheid was dat het woord Rikugun (leger) of Kaigun (marine) voor de rang gezet werd. Bijvoorbeeld: een kapitein in de marine deelde dezelfde benaming als een kolonel in het leger. Daarom werd de leger kolonel een Rikugun Taisa en de marine kapitein een Kaigun Taisa.

## Officieren
| Japans Keizerlijk Leger rangen                                                 | Kraagspiegel                            |
| ------------------------------------------------------------------------------ | --------------------------------------- |
| Keizer van Japan (Generalissimo) (Daigensui-Rikugun-Taishō) (大元帥、陸軍大将) |                                         |
| OF-10 Maarschalk (Gensui-Rikugun-Taishō) (元帥、陸軍大将)                      | Als generaal, met emaillen borst badge: |
| OF-9 Generaal Rikugun-Taishō (陸軍大将)                                        |                                         |
| OF-8 Luitenant-generaal Rikugun-Chūjō (陸軍中将)                               |                                         |
| OF-7 Generaal-majoor Rikugun-Shōshō (陸軍少将)                                 |                                         |
| OF-5 Kolonel Rikugun-Taisa (陸軍大佐)                                          |                                         |
| OF-4 Luitenant-kolonel Rikugun-Chūsa (陸軍中佐)                                |                                         |
| OF-3 Majoor Rikugun-Shōsa (陸軍少佐)                                           |                                         |
| OF-2 Kapitein Rikugun-Tai-i (陸軍大尉)                                         |                                         |
| OF-1 Eerste luitenant Rikugun-Chūi (陸軍中尉)                                  |                                         |
| OF-1 Tweede luitenant Rikugun-Shōi (陸軍少尉)                                  |                                         |

## Onderofficieren en manschappen
| Krijgsmacht                                                                     | Kraagspiegels |
| ------------------------------------------------------------------------------- | ------------- |
| OR-9 Adjudant-onderofficier Jun-i (准尉)                                        |               |
| OR-7 Sergeant Majoor Sōchō (曹長)                                               |               |
| OR-6 Sergeant der 1e klasse Gunsō (軍曹)                                        |               |
| OR-5 Sergeant Gochō (伍長)                                                      |               |
| OR-4 Korporaal der 1e klasse Gochō Kimmu jōtōhei (伍長勤務上等兵) Heichō (兵長) |               |
| OR-3 Korporaal Jōtōhei (上等兵)                                                 |               |
| OR-2 Soldaat der 1e klasse Ittōhei (一等兵)                                     |               |
| OR-1 Soldaat Nitōhei (二等兵)                                                   |               |